# Kosofe
Kosofe  é uma área de governo local do estado de Lagos, na Nigéria. Sua sede fica na cidade de Kosofe.
Tem uma área de 81 km ² e uma população de 682.772 no censo de 2006.
O código postal da área é 100.